# Il mondo secondo Bob
Il mondo secondo Bob (in inglese The World According to Bob) è un romanzo autobiografico di James Bowen. Il libro è il seguito di A spasso con Bob.

## Trama
Le avventure di James Bowen e del suo gatto Bob continuano in questo romanzo. Il ragazzo è un giovane che ha avuto problemi di tossicodipendenza e si sta avviando verso la completa disintossicazione. I due durante il loro lavoro come venditori di giornali vengono contattati per scrivere un libro, il titolo del quale sarà: "A spasso con Bob".

## Edizioni
- James Bowen, Il mondo secondo Bob, traduzione di Maria Teresa Badalucco, Sperling & Kupfer, 2015.